# 九天民俗技藝團

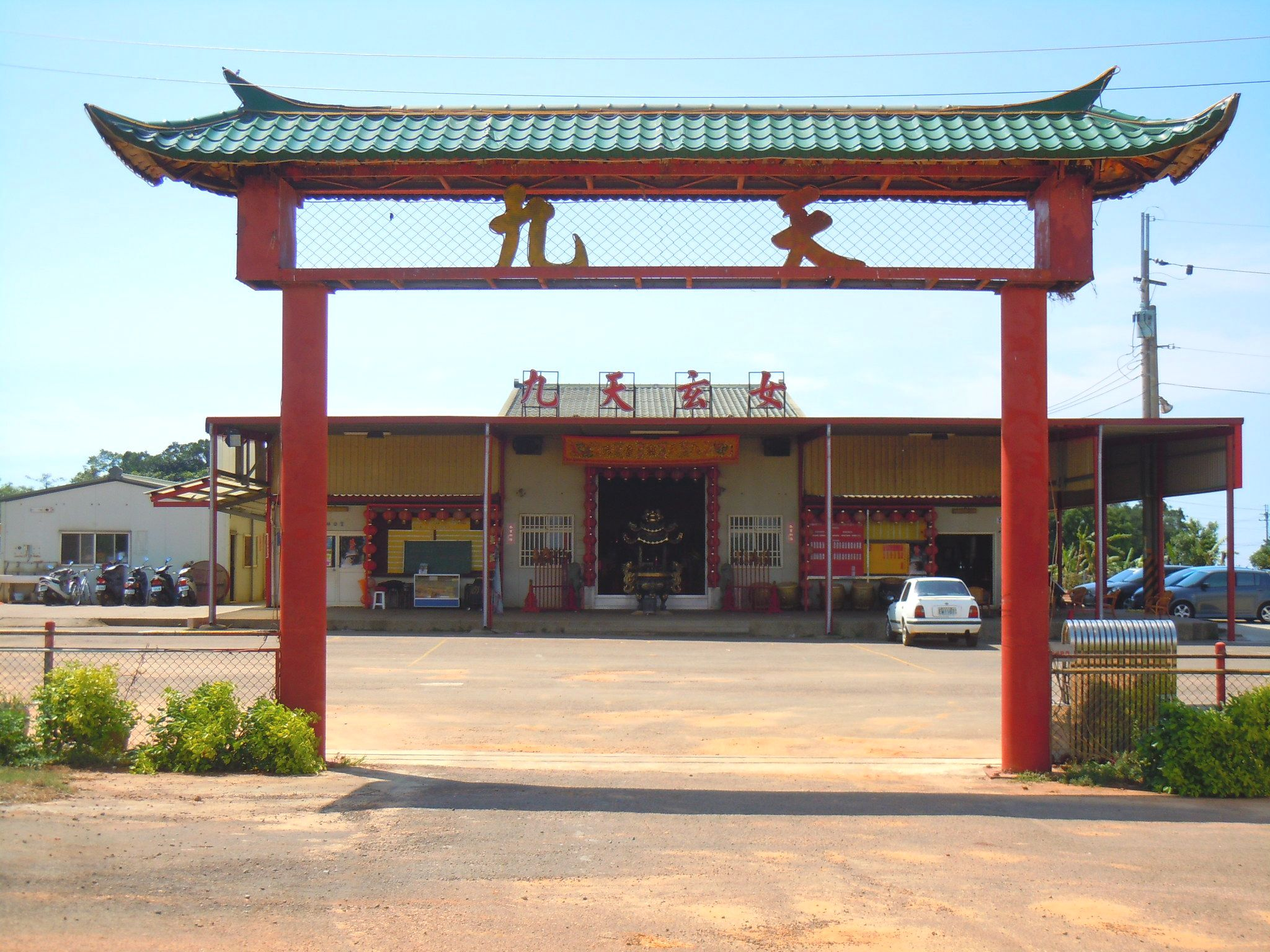
九天民俗技藝團所在的九天靈修院

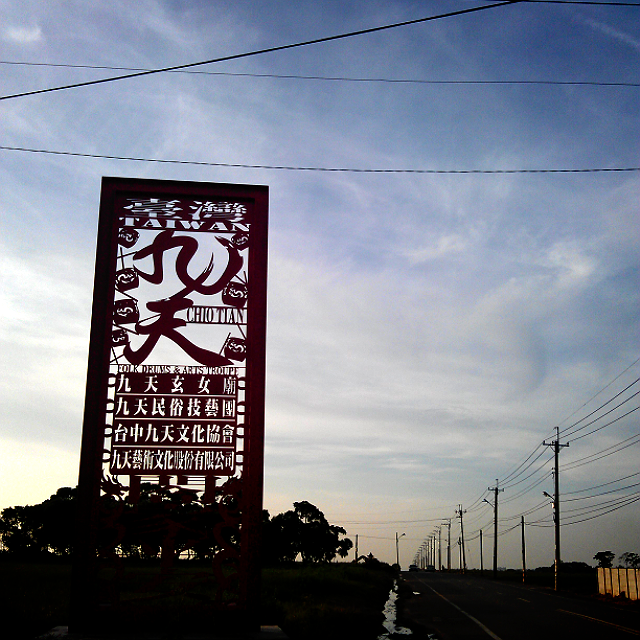
九天技藝團、九天玄女廟入口處

九天民俗技藝團為臺灣的民俗技藝團體，位於臺中市大雅區大肚山上的九天靈修院（九天玄女廟）。原為廟會上的陣頭表演團體，將台灣漢族習俗技藝轉變至劇場藝術文化。為臺中市傑出演藝團隊與文建會（今文化部）國家優良扶植團隊（國家級表演團隊）。2012年導演馮凱將其故事拍成電影《陣頭》。

## 介紹
1995年由九天玄女廟出身的許振榮創立，將民間習俗技藝提昇至劇場藝術文化層次，近年來九天的鼓藝表演與神偶藝陣，不僅多次參與台灣大型慶典活動（包含中華民國國慶）的表演，更受邀前往美國、加拿大、日本、韓國、非洲等地區進行巡迴演出。

## 組織
行政團隊
- 團長/製作人
  - 副團長
  - 藝術顧問
  - 藝術總監
    - 藝術行政經理
    - 會計部行政助理
    - 企劃部行政助理
    - 鼓樂總監
    - 鼓樂助教

演出團隊
- 美術設計師
- 專職演員（8人）

## 大事紀
- 1996－2003年：扛三太子（仙尪）徒步臺灣環島[2]。
- 2002－2006年間多次受邀前往加拿大、韓國、香港等地演出。
- 2004年：徒步揹鼓登上玉山峰。
- 2006年：舉辦「文化朝聖、揹鼓環島苦行」徒步揹鼓巡迴23個縣市文化局演出。
- 2007年：獲邀前往美國巡演一個月及歐洲捷克布拉格國際大展的演出。
- 2008年及2010年：與日本鬼太鼓座合作演出。於西湖渡假村舉辦「好神打鼓季」。
- 2009年：代表台灣參加「非洲布吉納法索-古都古非洲夜」演出。參與青輔會輔導青少年就學就業試辦計劃。
- 2010年：前往日本鳥取縣「鳥曲藝能祭典」交流演出，以及參加「廈門市兩岸民間藝術節」演出。參與青輔會第二屆輔導青少年就學就業計劃，策劃2010年台北市國際花卉博覽會開幕典禮「花神的禮讚」表演節目之一，以及雙十國慶大遊行。
- 2011年：受邀參加福州市「兩岸民間文化節及陳靖姑文化節」交流演出。扛著代表台灣文化意象的三太子神偶，挑戰「四大極地超級馬拉松巡迴賽」之撒哈拉沙漠賽。參與青輔會第三屆輔導青少年就學就業計劃，受台中市政府邀請擔任全國中等學校運動會開幕典禮節目藝術總監及總策劃一職，以及受邀合作策劃2011全民運動會開閉幕活動，擔任「編導組」之一。
- 2012年：與台灣國樂團合作，成為第一個把民間習俗技藝帶入國家音樂廳的陣頭團體[3]。11月受邀於第49屆金馬獎擔任表演團體。

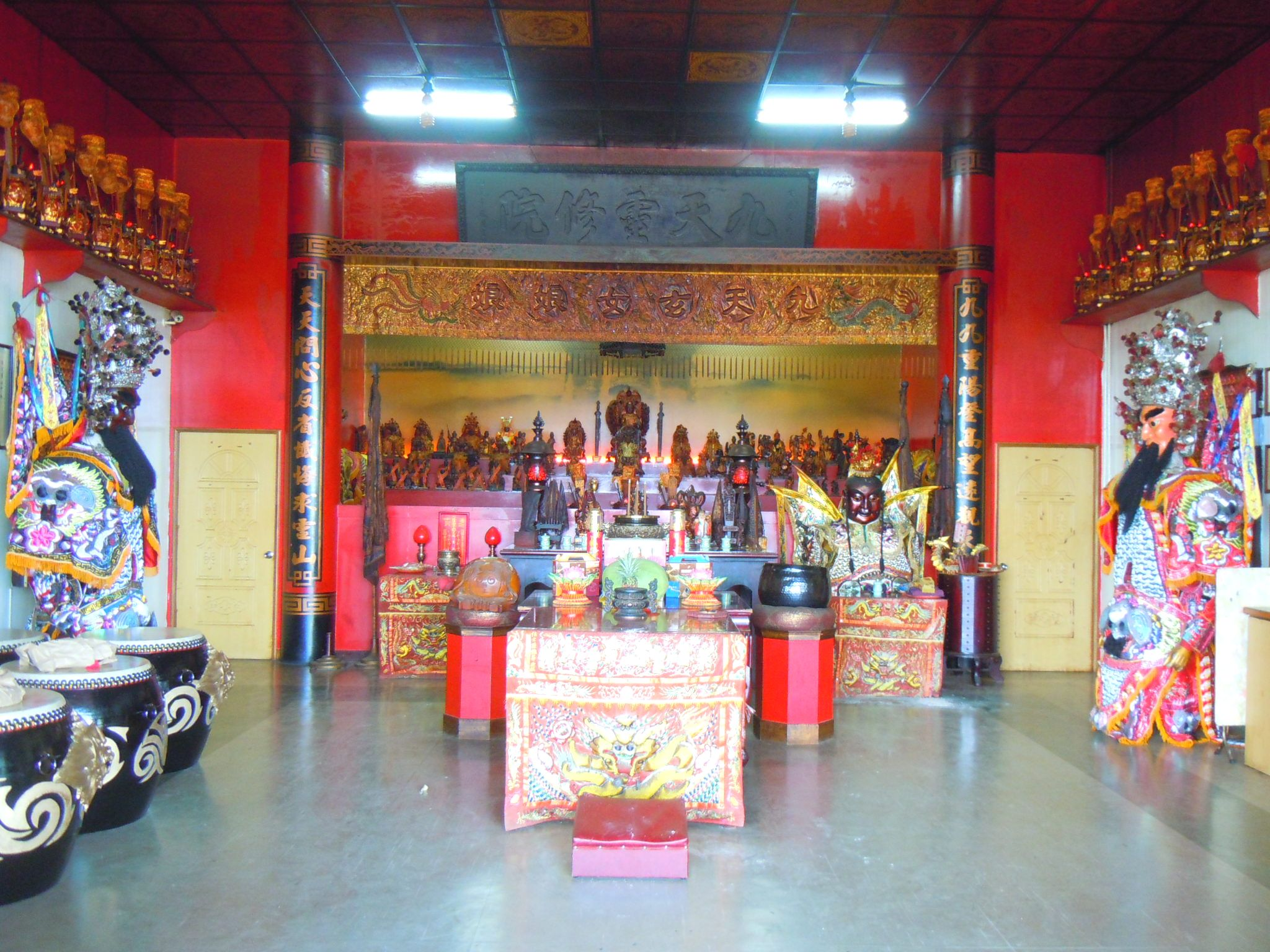
九天靈修院大殿內的神明
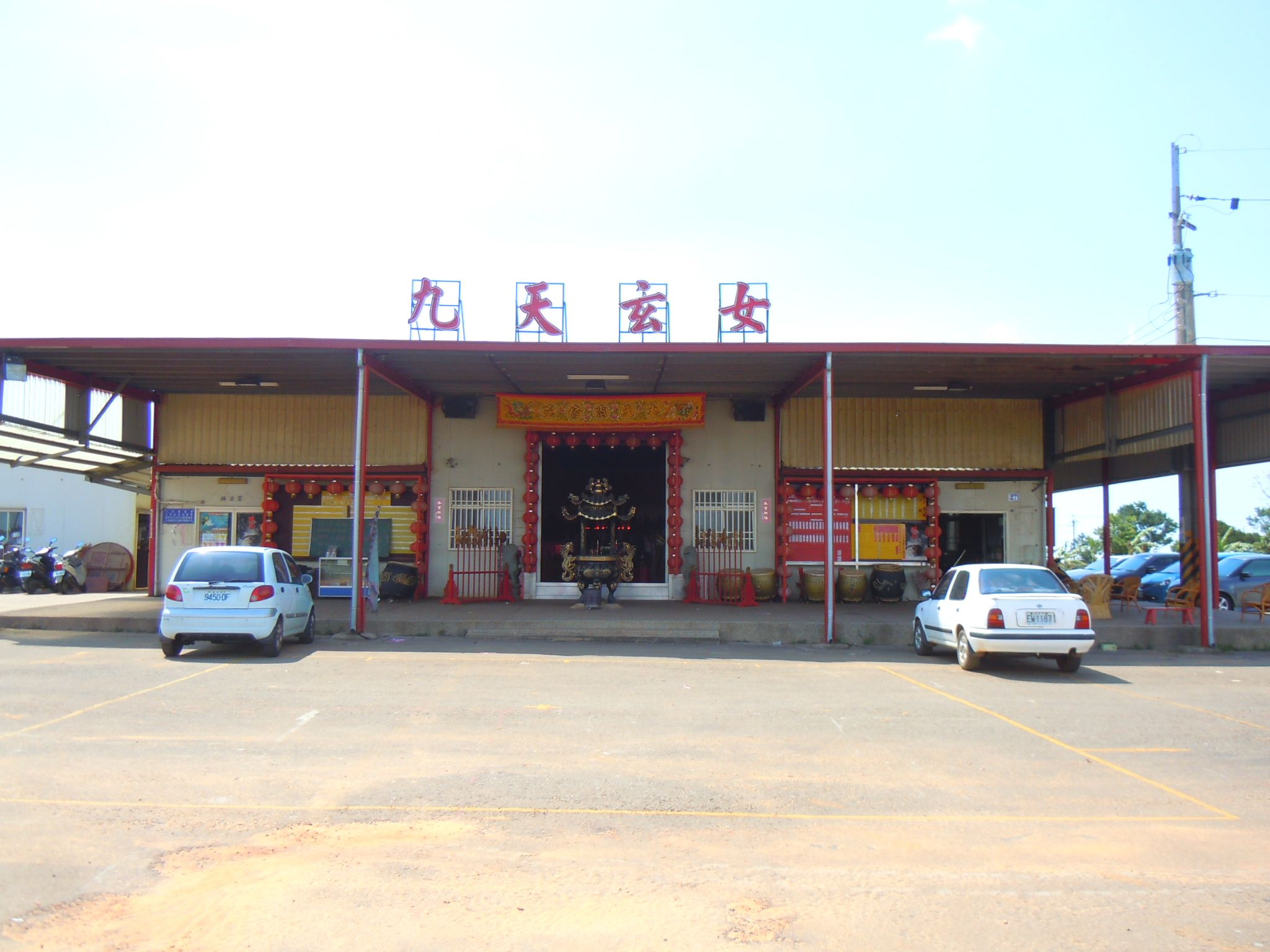
九天靈修院廟前的廣場

## 演出項目
劇場
- 乞丐太子：2010年創作，以傳統「大仙尪」為主題的作品[4]，以偶劇及真人形式的戲情式演出，融合「王子復仇記」寓言性的劇情。
- 出將：以肢體表達為主要呈現，詮釋八家將與官將首的傳統文化特色，希望能讓民眾更加認識台灣宗教與家將的傳統藝術的距離。
- 鬥陣：與如果兒童劇團合作大戲「鬥陣!范謝將軍之兄弟情深」，希望以與傳統性的民俗技術團體合作創作，將台灣特有的廟會風情結合現代戲劇的兒童劇。
- 眾神也瘋狂：與如果兒童劇團合作，希望透過具有文化忠孝節義的故事，讓現代孩子可以更深刻感受品格教育的重要性。
- 廟會演藝：九天的創團作品，由傳統廟會活動衍生出來的表演藝術，演出內容主要以鼓藝及傳統神偶、家將（官將首）為主，並以九天獨有的「藝陣式劇場」形式打破傳統藝陣及表演藝術的藩籬，希望透過單元性質的演出，讓觀眾能夠了解台灣擁自己的文化藝術。

表演類別
- 鼓藝：由台灣傳統「三筆路仔」（開路鼓）演變而來，創出九天最早期的四拍基本鼓，而後陸續創作出，「齊天戰鼓」、「戰神鼓」、「道鼓」等曲目；2006年更邀請台灣音樂家曾德偉為九天編製鼓曲，創作出更多風格的鼓曲，包含「龍王鼓」、「怒濤」、「歡樂」等。
- 家將：2008年九天將藝陣文化中的八家將及官將首等元素，融合舞蹈、武術，創作出家將類作節目「出將」。八家將源自福建沿海，透過海來台傳至台灣南部，台灣日治時期諸多抗日烈士以八家將團為掩飾，集結抗日人士，發生西來庵事件，導致八家將的「面師」逃至嘉義。官將首則發源1950年以後，於台北新莊發展出來。
- 神偶：仙尪又稱神童或神將，仙尪又分大仙尪、小仙尪；大仙尪就是神將或稱將爺，小仙尪則稱神童。其源由眾說紛紜，有說發源自宜蘭，也有發源自雲林北港，更有一說是源自大陸儺劇，然不管源自何處，都已是台灣傳統文化的一部份。九天將其融入戲劇元素，讓神偶表演更為精緻，成為臺灣的文化特色之一。

## 外部連結
- 九天民俗技藝團（页面存档备份，存于）
- 九天民俗技藝團的Facebook專頁